# Cyphomyia chalybea
Cyphomyia chalybea är en tvåvingeart som först beskrevs av Christian Rudolph Wilhelm Wiedemann 1824.  Cyphomyia chalybea ingår i släktet Cyphomyia och familjen vapenflugor. Inga underarter finns listade i Catalogue of Life.